# Rosemarie Rehahn
Rosemarie Rehahn, geb. Knop, (* 22. Januar 1923 in Ortelsburg, Ostpreußen (heute Polen); † 11. Juli 2010 in Berlin) war eine deutsche Journalistin und Filmkritikerin. Die langjährige Kulturredakteurin der Wochenpost gilt als „Grand Dame der ostdeutschen Filmpublizistik“.

## Leben
Rehahn kam als Tochter des ostpreußischen Hoteliers Wilhelm Knop in Ortelsburg zur Welt. Im Alter von vier Jahren zog sie mit ihrer Familie nach Pillkallen, wo der Vater ebenfalls ein Hotel betrieb. Sie legte 1941 ihr Abitur ab; im gleichen Jahr starb ihre Mutter und Rehahn wurde zum Arbeitsdienst eingezogen. Weil sie Medizin studieren wollte, war Rehahn während des Zweiten Weltkriegs zunächst als Hilfsschwester in einem Frontlazarett tätig. Sie studierte von 1942 bis 1944 zunächst Medizin und später Germanistik und Kunstgeschichte in Breslau und Strasbourg sowie Journalistik und Zeitungswissenschaft in Prag.
Im Jahr 1945 wurde sie unter Fritz Erpenbeck Mitarbeiterin der Deutschen Volkszeitung und schrieb in der Kulturredaktion vor allem Theaterkritiken. Sie wurde 1946 Mitbegründerin und stellvertretende Chefredakteurin des Berliner Start, in dem im Dezember 1946 ihre erste Filmkritik zum DEFA-Spielfilm Irgendwo in Berlin erschien. Start, das „Illustrierte Blatt der jungen Generation“, existierte von 1946 bis 1949; neben Rehahn war auch Wolfgang Kohlhaase Filmkritiker des Blattes. Nach Einstellung des Start war Rehahn ab 1949 als Kulturredakteurin beim Neuen Deutschland tätig, wo ihr Mann Arne Rehahn (1924–1975) zweiter stellvertretender Chefredakteur war. Im Zuge der Entlassung des ND-Chefredakteurs Rudolf Herrnstadt musste auch Rehahn 1953 die Zeitung verlassen.
Sie wurde 1954 Redakteurin der Wochenpost, für die sie Filmkritiken und Schauspielerporträts verfasste, die Ralf Schenk rückblickend als „legendär…“ bezeichnete und als „Symbiosen aus Fachsimpelei und Homestory“ charakterisierte. Für die Wochenpost besuchte sie auch Filmfestivals in Karlovy Vary, Moskau und Westberlin. Zudem veröffentlichte Rehahn in weiteren Filmzeitschriften und -büchern der DDR, darunter im Filmspiegel und in der Buchreihe Prisma. Selten arbeitete sie direkt an Filmen mit, so war sie Teil des Dramaturgen-Teams des Films Abschied (1968) von Egon Günther und war im Film Die Besteigung des Chimborazo (1989) in einer kleinen Rolle zu sehen.
Rehahn war eine „für ihre spitzfedrigen Kritiken bekannte Journalistin“ und eine „Pedantin (oder Perfektionistin), die sich immer viel Zeit nimmt, die scheinbar abschweift, blumig wird und doch nie ihr Ziel aus dem Auge verliert.“ Filmkritikerin Renate Holland-Moritz erinnerte sich an die DEFA-Pressekonferenzen, bei denen sich die Filmemacher den Fragen der Kritiker stellen mussten, und befand: „Am meisten gefürchtet waren […] meine Kolleginnen Rosemarie Rehahn von der Wochenpost und Margit Voß vom Berliner Rundfunk. Die eine kämpfte mit dem Florett, die andere mit dem Degen, während ich die Dampframme bevorzugte.“ Ralf Schenk fasste die Stilistik Rehahns Filmkritiken 2010 zusammen:

„Rosemarie Rehahn schrieb ihre Kritiken so, als befände sie sich in einem Zwiegespräch mit dem Leser. Sie ließ uns an ihrem Nachdenken über die Filme teilhaben, näherte sich ihnen mit klugen Fragen, nie apodiktisch. Ihre Texte waren impressionistisch, wie getupft, wunderbare Feuilletons, die neben einer flotten, aber keineswegs oberflächlichen Schreibe auch eine grundsolide bürgerliche Bildung verrieten. Sie plauderte vom Film zum Leben und wieder zurück, verstand sich als Rezensentin und als Beobachterin der Wirklichkeit.“

Rehahn blieb bis zur Einstellung der Wochenpost 1995 Kulturredakteurin der Zeitung. Sie verstarb 2010 in Berlin. Ihr Nachlass mit Manuskripten aus den Jahren 1947 bis 1996 befindet sich im Besitz des Filmmuseums Potsdam.

## Auszeichnungen
Im Jahr 1969 wurde Rehahn mit dem Johannes-R.-Becher-Journalistenpreis ausgezeichnet. Für ihre „langjährige parteiliche und sachkundige Tätigkeit als Filmkritikerin und Filmpublizistin“ erhielt Rehahn am 11. März 1983 den Heinrich-Greif-Preis, III. Klasse. Im Jahr 1987 wurde sie mit dem Vaterländischen Verdienstorden in Gold ausgezeichnet.

## Publikationen (Auswahl)
- Jutta Hoffmann. In: Horst Knietzsch (Hrsg.): Prisma 3. Henschel Verlag, Berlin 1972.
- Winfried Glatzeder. In: Horst Knietzsch (Hrsg.): Prisma 11. Henschel Verlag, Berlin 1980.
- Jutta Wachowiak. In: Horst Knietzsch (Hrsg.): Prisma 12. Henschel Verlag, Berlin 1981.
- Kurt Böwe. In: Horst Knietzsch (Hrsg.): Prisma 14. Henschel Verlag, Berlin 1984.
- Erwin Geschonneck. In: Ralf Schenk (Hrsg.): Vor der Kamera. Henschel Verlag, Berlin 1995.